# Catonidia tibetensis
Catonidia tibetensis är en insektsart som beskrevs av Wang och Huang 1991. Catonidia tibetensis ingår i släktet Catonidia och familjen vedstritar. Inga underarter finns listade i Catalogue of Life.